# Xocolates Amatller
Xocolates Amatller fou una empresa catalana dedicada a la producció de xocolata fundada l'any 1797 i que va estar en funcionament fins a la dècada de 1960.

## Història
Gabriel Amatller i Mas (1768-1830) era el més petit de vuit germans d'una família de pagesos de Molins de Rei i es va traslladar a Barcelona per a aprendre l'ofici de xocolater. El 1794 es va casar amb Antònia Ràfols, filla del xocolater Domènec Ràfols, i el 1797 va establir el seu propi obrador en una casa llogada al carrer de Manresa, 10, al barri de Santa Maria del Mar. El 1808, en esclatar la Guerra del Francès, deixà la ciutat i continuà fent de xocolater a Agramunt.
A la seva mort el 1830, el negoci passà a les mans dels seus dos fills, Antoni (1812-1878) i Domènec Amatller i Ràfols (1814-1877). Aquests van crear la societat Amatller Germans, ampliant el negoci amb el comerç de fruits colonials, i així es van assegurar el subministrament de les millors varietats de cacau, sucre i vainilla.
Els va succeir Antoni Amatller i Costa (c. 1851-1910), que després d'un viatge per Europa per a conèixer-hi les fàbriques de xocolata, el 1878 va muntar una nova fàbrica al passeig del Cementiri, 138, al Poblenou, equipada amb la maquinària alemanya i francesa més moderna.
A la mort d'Antoni el 1910, fou succeït per la seva filla Teresa Amatller i Cros (1873-1960) amb el nom Filla d'A. Amatller. El 1915, la fàbrica del Poblenou tenia 150 treballadors, repartits en les diferents secciones: magatzem de cacau i altres matèries primers, torrat, molins de cacau, barrejat i refinat, batedores i moldejadores, embolicadores, cambra frigorífica, litografia i tipografia. S'hi produien uns 11.000 quilos diaris de xocolata diaris, a partir de cacau importat de Veneçuela, Cuba, Guayaquil (Equador), l'illa de Bioko (antiga Fernando Poo) a Guinea Equatorial i de Ceilan, i disposava de dues màquines que produien 4.000 quilos de gel per hora.
El 1924 es va inaugurar una segona fàbrica a Banyoles, i el 1928 es constituí la societat anònima Xocolates Amatller, amb seu a l'avinguda d'Icària, 142.
Després de la mort sense descendència de Teresa Amatller, la fàbrica va tancar al final de la dècada dels anys 1960, i finalment, el 1972 l'empresa fou adquirida per Chocolates Simón Coll, que ha mantingut la marca fins als nostres dies.

## Publicitat
Amatller va ser una de les empreses pioneres en quant a la publicitat, mitjançant anuncis i cartells encarregats a artistes com Alfons Mucha. El 1912, va organitzar-ne un concurs de cartells, amb obres de Rafael de Penagos, Miquel Soldevila, Josep Triadó, Vicenç Climent i Francesc d'Assís Galí. Als anys 1930, va ser pionera amb la fotografia publicitària de Josep Sala.
A principis del segle xx, va introduir les postals i els cromos amb els productes, un reclam comercial que posteriorment va ser imitat per altres marques. Les il·lustracions van ser encarregades a artistes com Apel·les Mestres, Gaspar Camps, Josep Segrelles o Alexandre de Riquer.